# مادلان (مترو باريس)
مادلان (بالفرنسية: Madeleine)‏ هي محطة مترو تابعة لمترو باريس تقع في فرنسا في الدائرة الثامنة في باريس.[بحاجة لمصدر]